# Marienplatz (metropolitana di Monaco di Baviera)
Marienplatz è la più frequentata stazione della Metropolitana di Monaco di Baviera. Si trova sotto la piazza principale di cui prende il nome ed è servita dalla linea 3 e dalla 6.
Si tratta di una delle prime stazioni di metropolitana di Monaco, disegnata da Alexander von Branca e inaugurata nel 1971. Nel 2006 fu notevolmente ingrandita, conservando il design degli anni '70. Le pareti sono tenute in colore arancione forte, colore molto di moda negli anni in cui avvenne la costruzione.
Viene utilizzata come setting per il video musicale di "Four out of five", brano del gruppo musicale inglese Arctic Monkeys.